# Papyrus 139
Papyrus 139 of {\displaystyle {\mathfrak {P}}^{139}} (volgens de nummering van Gregory-Aland) is een Grieks afschrift van het Nieuwe Testament, geschreven op papyrus. Van het handschrift is één fragment bewaard gebleven, recto en verso in twee kolommen beschreven, met daarop een gedeelte uit de Brief van Paulus aan Filemon (de verzen 6-8 en 18-20). Het handschrift stamt uit de vierde eeuw en is daarmee in datering vergelijkbaar met Codex Sinaïticus en Codex Vaticanus; alleen Papyrus 87 bevat een ouder afschrift van de brief aan Filemon.
Het handschrift behoort tot de Oxyrhynchus papyri en is gepubliceerd onder nummer 5347 (P.Oxy. 5347).